# 荒勢永英
荒勢 永英（あらせ ながひで、1949年6月20日 - 2008年8月11日）は、高知県吾川郡伊野町（現在のいの町）出身で花籠部屋に所属した大相撲力士、エイビープロモーションに所属していたタレント。本名は荒瀬 英生（あらせ ひでお）。芸名は荒勢（あらせ）、最高位は東関脇（1976年5月・7月場所、1977年3月場所、9月場所〜1978年3月場所、1980年3月・5月場所）。大相撲時代の体格は身長177cm、体重151kg。得意手は右四つ、寄り。公認候補者として所属した自由連合では、組織委員会文化スポーツ局次長を務めた。

## 来歴
実家は農家。高知中学校在学時より相撲を始め高知高校、日本大学と相撲部で活躍し、大学3年時には全日本相撲選手権大会で3位に入賞している。
大学卒業を目前にした1972年1月に花籠部屋へ入門し同月、幕下付出で初土俵を踏んだ。当初の四股名は、本名の「荒瀬」。以来一度の負け越しも無く、1973年7月場所に於いて24歳で入幕を果たした。
大学時代の2年先輩でもある横綱・輪島の土俵入りで露払いを務め、太刀持ちを務めた日本大学（柔道部）中退、輪島と同学年の魁傑とともに「日大トリオの土俵入り」と話題になった。
重心の低い右差しからの激しいがぶり寄りが特徴で、もみ上げも個性的でいごっそうを連想させる人気力士の1人であった。しかし横綱・北の湖に弱く、27連敗（※初対戦からの連敗記録ではない。対北の湖、および同一の力士に対する初顔からの最多連敗記録は、金城の29連敗。金城は、結局幕内では、北の湖には1度も勝てなかった）を記録した。
また、立合いを合わせるのが下手で、「待った」の常連としてよく指弾された。1975年3月場所で敢闘賞を受賞した時には、立合いの悪さから受賞を見送るべきだという意見が三賞選考委員会の席上で出た。また1976年7月場所8日目に若三杉（のちの横綱・2代若乃花）と対戦した時は、「待った」を8回も繰り返し、勝負審判が土俵上に上がって両力士を注意する事態も起きた。
その他、これより三役のそろい踏みの時にも西方の扇の要の位置にあって後ろが見えなかったためか、あっさりと3回四股を踏んだ後振り返ると後方の力士はまだ2回目の四股にかかっていたということもあった。
全盛期は1977年からの約2年間で、その間8場所連続三役を務めたこともあった。元来がぶりしか攻め手の無い荒勢であったが、1977年9月場所では東関脇で11勝を挙げるとともに「がぶりも技術の一つである」と一芸が認められる形で、技能賞を獲得した。しかし三役での二桁勝利がこの場所だけにとどまったこともあり、「大関獲り」は夢に終わった。
現役晩年は右膝を故障して十両に下がり、西十両7枚目の地位で途中休場した1981年9月場所限り、32歳で引退。
場所後、年寄・間垣を襲名し花籠部屋付きの親方となったが1983年2月、前月に引退した二所ノ関一門の横綱・2代若乃花に間垣の名跡を譲渡して日本相撲協会から去った。2代若乃花は離婚や再婚相手を巡る問題で横綱でありながら廃業危機に瀕していたが、当の荒勢は「俺が株を譲って(2代)若乃花が協会に残れるなら」と躊躇いなく廃業したと伝わる。
以降はタレントに転向して、テレビ、CMなどで活躍。
2001年には、自由連合から比例代表で第19回参議院議員通常選挙に出馬したが、2,711票しか獲得できず落選した。その後2008年4月に脳梗塞で倒れ、実家がある高知県で療養していた。
同年8月11日、急性心不全のため死去。59歳没。

## エピソード
- 大相撲の現役時代、下戸でありながら、ウィスキーのCMに出演したことがある。
- 1970年代後半の一時期、白（締め込みでは使用を禁止されている）に限りなく近い色の締め込みを締めて、本場所に出場したことがある。
- 趣味は神社巡り。「日本人であることの再認識」が本人の弁。
- 九州場所の折、元祖長浜屋に来店して替え玉23個を食した。その時には、1杯頼んで一回替え玉、1杯頼んで一回替え玉と、店側へ配慮しつつ12杯を注文した。
- 高知高校在校時、同学年に元プロ野球選手でロッテオリオンズと阪神タイガースの両チームで活躍をしていた弘田澄男がいた。

## 主な成績・記録
- 通算成績：420勝414敗11休 勝率.504
- 幕内成績：351勝367敗2休 勝率.489
- 現役在位：59場所
- 幕内在位：48場所
- 三役在位：14場所（関脇9場所、小結5場所）
- 三賞：4回
  - 殊勲賞：1回（1974年5月場所）
  - 敢闘賞：2回（1974年9月場所、1975年3月場所）
  - 技能賞：1回（1977年9月場所）
- 金星：2個（琴櫻1個、北の湖1個）

### 場所別成績
| | 一月場所 初場所（東京） | 三月場所 春場所（大阪） | 五月場所 夏場所（東京） | 七月場所 名古屋場所（愛知） | 九月場所 秋場所（東京） | 十一月場所 九州場所（福岡） |
| --- | ----------------------- | ----------------------- | ----------------------- | --------------------------- | ----------------------- | --------------------------- |
| 1972年 （昭和47年） | 幕下付出60枚目 5–2      | 西幕下38枚目 5–2        | 西幕下22枚目 6–1        | 西幕下7枚目 5–2             | 東幕下2枚目 6–1         | 西十両9枚目 8–7             |
| 1973年 （昭和48年） | 東十両8枚目 8–7         | 西十両7枚目 9–6         | 西十両2枚目 10–5        | 東前頭13枚目 9–6            | 東前頭9枚目 6–9         | 西前頭11枚目 8–7            |
| 1974年 （昭和49年） | 西前頭10枚目 9–6        | 東前頭5枚目 7–8 ★       | 西前頭6枚目 11–4 殊     | 西前頭筆頭 6–9              | 西前頭3枚目 10–5 敢     | 東張出小結 5–10             |
| 1975年 （昭和50年） | 西前頭4枚目 8–7         | 西前頭2枚目 9–6 敢      | 西小結 6–9              | 西前頭2枚目 8–7             | 西前頭筆頭 6–9          | 西前頭4枚目 8–7             |
| 1976年 （昭和51年） | 西前頭2枚目 8–7         | 西前頭筆頭 8–7          | 西関脇 8–7              | 東張出関脇 6–9              | 西前頭2枚目 6–9         | 西前頭6枚目 9–6             |
| 1977年 （昭和52年） | 東前頭筆頭 9–6          | 西関脇 7–8              | 西小結 8–7              | 東小結 8–7                  | 東関脇 11–4 技          | 東関脇 8–7                  |
| 1978年 （昭和53年） | 東関脇 8–7              | 西関脇 7–8              | 西小結 5–10             | 西前頭5枚目 8–7             | 西前頭2枚目 5–10        | 西前頭8枚目 6–9             |
| 1979年 （昭和54年） | 東前頭11枚目 8–7        | 西前頭6枚目 8–7         | 西前頭2枚目 5–10        | 東前頭7枚目 8–7             | 西前頭2枚目 3–12        | 東前頭12枚目 10–5           |
| 1980年 （昭和55年） | 東前頭2枚目 8–7 ★       | 西関脇 8–7              | 東関脇 3–12             | 東前頭8枚目 8–7             | 西前頭6枚目 6–9         | 西前頭9枚目 8–7             |
| 1981年 （昭和56年） | 東前頭6枚目 5–10        | 西前頭11枚目 9–6        | 東前頭7枚目 3–10–2      | 東十両筆頭 6–9              | 西十両7枚目 引退 1–5–9  | x                           |
| 各欄の数字は、「勝ち-負け-休場」を示す。 優勝 引退 休場 十両 幕下 三賞：敢=敢闘賞、殊=殊勲賞、技=技能賞 その他：★=金星 番付階級：幕内 - 十両 - 幕下 - 三段目 - 序二段 - 序ノ口 幕内序列：横綱 - 大関 - 関脇 - 小結 - 前頭（「#数字」は各位内の序列） |                         |                         |                         |                             |                         |                             |

### 幕内対戦成績
| 力士名   | 勝数 | 負数 | 力士名      | 勝数 | 負数 | 力士名    | 勝数 | 負数 | 力士名 | 勝数 | 負数 |
| -------- | ---- | ---- | ----------- | ---- | ---- | --------- | ---- | ---- | ------ | ---- | ---- |
| 青葉城   | 9    | 5    | 青葉山      | 1    | 8    | 朝汐(4代) | 1    | 8    | 旭國   | 5    | 23   |
| 天ノ山   | 6    | 3    | 巌虎        | 0    | 1    | 岩波      | 5    | 1    | 大潮   | 7(1) | 6    |
| 巨砲     | 1    | 6    | 大錦        | 1    | 5    | 大登      | 1    | 0    | 大鷲   | 5    | 0    |
| 魁輝     | 4    | 5    | 影虎        | 2    | 0    | 北瀬海    | 8    | 5    | 北の湖 | 2    | 31   |
| 麒麟児   | 7    | 13   | 蔵間        | 3    | 9    | 黒瀬川    | 4    | 6(1) | 黒姫山 | 18   | 13   |
| 高鐵山   | 1(1) | 0    | 琴風        | 3    | 3    | 琴ヶ嶽    | 1    | 0    | 琴櫻   | 1    | 0    |
| 琴千歳   | 0    | 1    | 琴乃富士    | 3    | 2    | 琴若      | 2    | 0    | 金剛   | 7    | 2    |
| 蔵玉錦   | 2    | 4    | 佐田の海    | 1    | 3    | 白田山    | 2    | 0    | 神幸   | 1    | 0    |
| 大旺     | 2    | 1    | 大峩        | 1    | 1    | 大麒麟    | 2    | 1    | 大こう | 1    | 0    |
| 大受     | 5    | 5    | 大寿山      | 1    | 1    | 大竜川    | 2    | 0    | 隆の里 | 5    | 2    |
| 貴ノ花   | 9    | 19   | 高見山      | 21   | 18   | 谷嵐      | 1    | 1    | 玉輝山 | 2    | 1    |
| 玉ノ富士 | 9    | 13   | 千代の富士  | 4    | 2    | 出羽の花  | 5    | 3    | 天龍   | 0    | 2    |
| 闘竜     | 2    | 1    | 時葉山      | 1    | 0    | 栃赤城    | 2    | 10   | 栃東   | 4    | 2    |
| 栃光     | 16   | 5    | 栃富士      | 1    | 0    | 羽黒岩    | 3    | 2    | 長谷川 | 6    | 1    |
| 播竜山   | 4    | 4    | 飛騨ノ花    | 1    | 1    | 福の花    | 4(1) | 3    | 富士櫻 | 13   | 16   |
| 二子岳   | 5    | 2    | 双津竜      | 8    | 4    | 鳳凰      | 2    | 1    | 北天佑 | 0    | 1    |
| 前の山   | 2    | 0    | 増位山      | 14   | 7    | 舛田山    | 5    | 1    | 丸山   | 1    | 0    |
| 三重ノ海 | 14   | 15   | 満山        | 1    | 2    | 陸奥嵐    | 3    | 2    | 豊山   | 11   | 12   |
| 吉王山   | 0    | 4    | 吉の谷      | 4    | 1    | 琉王      | 2    | 2    | 若獅子 | 7    | 5    |
| 若島津   | 0    | 1    | 若乃花(2代) | 14   | 14   | 鷲羽山    | 12   | 14   |        |      |      |

## 改名歴
- 荒瀬 英生（あらせ ひでお）1972年1月場所 - 1975年7月場所
- 荒勢 永英（あらせ ながひで）1975年9月場所 - 1981年9月場所（引退）

## 年寄変遷
- 間垣 永英（まがき ながひで）1981年9月 - 1983年2月（廃業）

## 主な出版
- 『学士・荒勢のおすもうゼミナール』（シンコーミュージック、1983年）ISBN 4-401-61127-6
- 『小錦がなんだ オレは荒勢だ : 相撲がヤタラおもしろくなる本』（メイカ出版、1985年）
- 『荒勢の温泉めぐり』（ケント出版、1987年）ISBN 4-87643-008-X
- 『荒勢のうっちゃり放談―誰も語らなかった相撲界の内側と力士の素顔』（池田書店、1988年）ISBN 4-262-14704-5

## 出演

### テレビ番組
- オレたちひょうきん族（フジテレビ…「荒勢をつぶせ」コーナー。明石家さんまらのレギュラー陣と荒勢が相撲対決をする企画）
- 上海紅鯨団が行く（フジテレビ）
- トゥナイト（テレビ朝日…「荒勢の温泉がぶり寄り」コーナー）
- 第7回全国高等学校クイズ選手権（日本テレビ…全国大会第1回戦「3人バラバラ東京迷子クイズ」体力コースでMCを担当）

### テレビドラマ
- 遠山の金さん 第1シリーズ 第65話「二つの顔の女・緋牡丹おりん!」（1983年8月11日、テレビ朝日 / 東映）
- 大奥 第19話「姑は猫三匹」（1983年、関西テレビ / 東映） - 関取
- あんみつ姫（1983年 - 1984年、フジテレビ）
- 暴れ九庵 第13話「男の命を抱いた女」（1984年12月25日、関西テレビ / 東宝） - 儀十
- 春の波涛（1985年、NHK大河ドラマ） - 五郎平
- 気分は名探偵 第25話「圭介VS新米女性記者」（1985年3月23日、日本テレビ）
- 水曜ドラマスペシャル「遊びの時間は終らない」（1985年9月18日、TBS / 木下プロダクション）
- 暴れん坊将軍II 第125話（SP）「勅使下向、天下を賭けた江戸っ子神輿!」（1985年、テレビ朝日 / 東映） - 荒川屋英五郎
- 新春仕事人スペシャル 必殺忠臣蔵（1987年1月2日、朝日放送 / 松竹） - 潮田又之丞
- 木曜ゴールデンドラマ「わが子は目撃者」（1987年1月22日、読売テレビ / 東通企画）
- ガキ大将がやってきた（1987年、TBS）
- あきれた刑事 第17話「同級生は危険な女」（1988年2月17日、日本テレビ） - 熊野
- 鞍馬天狗（1990年、テレビ東京 / 松竹） - 西郷吉之助
- 花王ファミリースペシャル （関西テレビ / 東阪企画）
  - 裸の大将
    - 第56話「オホーツクに花が咲いた ‐北海道編‐」（1992年7月5日） - 繁治
    - 第72話「少女と清の母恋し 徳島淡路編」（1995年4月9日） - 借金取り木本
- 水戸黄門 第22部 第13話「帰らぬ息子は船幽霊 -高知-」（1993年8月9日、TBS / C.A.L） - 荒磯の勢造
- 花の乱（1994年、NHK大河ドラマ） - 鬼門
- サラリーマン金太郎（1999年、TBS）
- 剣客商売 第2シリーズ 第5話「勘ちがい」（2000年、フジテレビ / 松竹） - 権兵衛

### 映画
- 陽暉楼
- 唐獅子株式会社
- 北の螢
- 夜汽車
- 自由な女神たち
- 塀の中のプレイボール
- ふ・し・ぎ・なBABY
- 必殺!5 黄金の血
- 寒椿
- いさなのうみ
- 帰ってきたＭｒ．ＢＯＯ！　ニッポン勇み足

### CM
- サントリー「サントリーレッド」（大相撲現役時代）
- ライオン「ハリックス55」（タレント転身後…小倉一郎と共演）

### レコード
- シングル「何もいうなよ」（キングレコード） 1980年9月